# James Stuart (gouverneur)
Pour les articles homonymes, voir James Stuart et Stuart.
Général James Stuart, né le 2 mars 1741 et mort le 29 avril 1815, est un officier ayant participé à la guerre d'indépendance des États-Unis et à plusieurs campagnes du Raj Britannique.
Il est le 2e gouverneur militaire du Ceylan britannique.

## Biographie
Troisième fils de John Stuart de Blairhall, James Stuart est né le 2 mars 1741 dans le Perthshire. Sa mère était Anne, fille de Francis Stuart, 7ème comte de Moray.
Stuart a fait ses études dans les écoles de Culross et de Dunfermline, en Écosse. Il a étudié le droit à l'université d'Édimbourg puis s'est engagé dans l'armée britannique, servant lors de la guerre d'indépendance américaine.
Il est mort le 29 avril 1815 sans aucune descendance connue à Charles Street, Berkeley Square. Il a été enterré dans un caveau à St. James's Chapel, Hampstead Road.

### Gouverneur du Ceylan britannique
En août 1796, le général James Stuart de l’armée britannique, qui administrait le pays depuis la conquête du territoire auparavant détenu par les Néerlandais, déclara que tous les prêtres catholiques seraient libres d’exercer leur ministère religieux et que les catholiques pourraient célébrer les mariages dans leurs églises.